# Janez Habsburško-Lotarinški
Nadvojvoda Janez Habsburško-Lotarinški, rojen kot Johann Baptist Josef Fabian Sebastian, ljudsko imenovan tudi nadvojvoda Janez, je bil avstrijski nadvojvoda in feldmaršal * 20. januar 1782, Firence, (danes Italija); † 11. maj 1859, Gradec.
Nadvojvoda Janez se je rodil kot trinajsti izmed šestnajstih otrok velikega vojvode Toskane (kasnejšega cesarja Leopolda II.) in Marije Ludovike Burbonske, hčerke takratnega španskega kralja Karla III.

## Vojaška služba
Ko je oče Leopold II. leta 1790 na prestolu nasledil cesarja Jožefa II., se je družina iz Toskane preselila na Dunaj. Šest let kasneje je pričel nadvojvoda Janez svojo vojaško kariero. Septembra 1800 mu je bilo podeljeno poveljstvo armade v Nemčiji, četudi je imenovanju osebno nasprotoval. Izkazal se je z osebnim junaštvom, toda njegove čete so bile poražene v bitki pri Hohenlindenu 3. decembra 1800. Potem, ko je morala Avstrija po izgubljeni bitki leta 1805 Tirolsko prepustiti Bavarski, je nadvojvoda Janez v neuspešnem tirolskem boju za neodvisnost podpiral svojega prijatelja Andreasa Hoferja. Leta 1805 je vodil uspešno obrambo več tirolskih prelazov proti francozom in bil nagrajen s poveljniškim križem reda Marije Terezije. Med boji je organiziral tudi enote deželne brambe po pruskem vzoru.

## Delovanje na Štajerskem
Franc, ki je medtem kot cesar Franc I. zasedel avstrijski prestol, je bratu nadvojvodi Janezu prepovedal bivanje na Tirolskem in vsakršno povezavo s Tirolci. Zaradi tega je nadvojvoda Janez svoje aktivnosti usmeril na Štajersko, kjer je leta 1811 v Gradcu z daritvijo svoje zbirke pripomogel k ustanovitvi prvega deželnega muzeja, sedaj znanega kot Joanneum. Po njegovi zaslugi so leta 1817 ustanovili tudi Štajerski deželni arhiv in v Vordernbergu leta 1826 odprli rudarsko in železarsko šolo. Poleg tega je sodeloval pri ustanovitvi Štajerske hranilnice in Annine otroške bolnišnice v Gradcu. Po privolitvi cesarja, ki je tej zvezi dolgo nasprotoval, se je nadvojvoda Janez leta 1829 lahko poročil s svojo veliko ljubeznijo Anno Plochl, hčerko načelnika poštne postaje v Ausseeju.
Nadvojvoda Janez je leta 1828 ustanovil zavarovalnico Grazer Wechselseitige, ki je na Slovenskem sedaj znana pod imenom Grawe. Sodila je med tiste dejavnosti nadvojvode, s katerimi je skušal izboljšati gospodarstvo v tedanji deželi Štajerski. V svojem konceptu vsestranskega razvoja nikakor ni pozabil na kmetijstvo. Odtod njegova zamisel o ustanovitvi Kmetijske družbe, ki je nastala v Gradcu marca 1819, oktobra istega leta pa sta bili ustanovljeni podružnici v Mariboru in Celju.

## Posestvo Meranovo
Nadvojvoda Janez je med svojimi mnogimi nagnjenji k novostim posebej skrbno negoval tudi svoj odnos do kmetijstva, posebej še do vinogradništva. Tedanje vinogradništvo na Štajerskem je bilo v Janezovih očeh zaostalo, v vinogradih je bilo veliko sort slabo rodne trte, njihova oskrba in kletarjenje pa nestrokovna. Ker je nadvojvoda dobro poznal vinogradniške razmere ob Renu in kakovost tamkajšnjih vin, se je odločil za prenos tamkajšnjih sort v štajerske kraje. Za središče, v katerem bi trte iz Porenja poskusno uvajali, je zaradi ugodnih klimatskih razmer izbral okolico Peker in Limbuša, kjer je leta 1822 kupil posestvo, danes znano pod imenom Meranovo. Meranovo je dobilo ime po sinu nadvojvode Janeza, grofu
Francu von Meran (1839-1891), ki je leta 1862 prevzel upravljanje posestva, kasneje pa je posestvo vodil še njegov vnuk grof Janez von Meran (1867-1947).
Leta 1823 so začeli tam saditi nove sorte trt, izjemen uspeh pa se je pokazal že ob prvi trgatvi leta 1826, katere se je nadvojvoda Janez osebno udeležil, kasneje pa na Meranovem tudi pogosto bival. Vinogradi so postali tako ugledni in znani, da so na Meranovem leta 1832 ustanovili prvo vinogradniško šolo na Štajerskem, ki se ji je pozneje priključil še sklad za nagrajevanje prizadevnih in uspešnih viničarjev.
Na Meranovem je v letih 1893-1894 deloval tudi Jožef Lešnik, ki je kasneje postal svetovno znani sadjar, vinogradnik in agronom.
Meranovo je danes del Fakultete za kmetijstvo in biosistemske vede Univerze v Mariboru.

## Gradnja južne železnice
Nadvojvoda Janez je bil tudi pobudnik gradnje znamenite Južne železnice od Dunaja do Trsta, ki so jo slovesno odprli leta 1857. Hvaležni prebivalci celjskega okrožja so mu v letih 1825/26 zaradi zaslug pri gradnji kamnitega mostu čez Savinjo v Zidanem Mostu dali postaviti enega najlepših klasicističnih spomenikov na Slovenskem, portretna doprsna podoba z latinskim napisom na visokem kamnitem podstavku je nekdaj stala v majhnem okroglem paviljonu, bila nato odstranjena in uničena med bombardiranjem v drugi svetovni vojni.

## Povezanost z narodom
Leta 1841 je cesar nadvojvodo Janeza imenoval za predsedujočega novoustanovljenega cesarskega parlamenta in je to funkcijo opravljal do svojega odstopa 10. decembra 1849.
V Stainzu je nadvojvoda Janez leta 1841 kupil gosposko posestvo. Bil je zelo povezan z narodom in je rad nosil tradicionalno štajersko narodno nošo. Od leta 1850 do svoje smrti leta 1859 je bil v Stainzu celo prvi svobodno voljeni župan.
Nadvojvoda Janez je umrl 11. maja 1859 v svoji palači v Gradcu, bil tam pokopan, deset let kasneje pa so njegove posmrtne ostanke prenesli v grad Schenna na Južnem Tirolskem, danes v Italiji.

## Drugi spomeniki nadvojvodi Janezu na Slovenskem
Na Slovenskem so v prvi polovici 19. stoletja nastali značilni spomeniki. Postavljali so jih v spomin na visoke obiske, na pomembne dosežke, na padle vojake in v spomin na osebnosti, zaslužne za napredek naroda. Od slednjih jih je imel nadvojvoda Janez daleč največ, to dejstvo pa nikakor ne preseneča.
Eden od njih je posvečen nadvojvodovemu obisku slapa Savice. Na preprosti marmorni plošči je habsburški nadvojvodski grb in latinski napis, da je baron Žiga Zois, lastnik bohinjskih fužin, spomenik posvetil nadvojvodu Janezu, raziskovalcu alpskega apnenca, ki je 8. julija 1807 obiskal izvir Save.
Ohranil se je tudi spomenik, ki so ga na celjskem, v soteski Huda luknja, postavili nadvojvodu Janezu. Ta stoji ob cesti, za katere gradnjo se je bil zavzel nadvojvoda. Potem, ko so leta 1826 zgradili cesto skozi sotesko, so člani slovenjegraške kmetijske podružnice leta 1829 v znak hvaležnosti dali postaviti spomenik in ga leto pozneje slovesno odkrili. Na obelisku je napis z besedilom v nemščini in bronast reliefni medaljon s portretom nadvojvode, izdelan po risbi dunajskega slikarja in litografa Johanna Wachtla. Spomenik so izdelali v Gradcu.
Južna Štajerska se je nadvojvodi spominsko oddolžila leta 1883 s spomenikom v Mariboru, ki pa so ga leta 1918 odstranili iz mestnega parka in je zdaj v Pokrajinskem muzeju. Njegova kopija od nedavna krasi Meranovo.

## Potomstvo
Z ženo Anno, roj. Plochl sta imela sina Franca, rojenega leta 1839. Ta je bil leta 1845 povzdignjen v grofa Meranskega.
Tudi Anna je kasneje dobila plemiški naziv baronice Brandhofen in kasneje grofice Meranske, kar je bilo za tiste čase izjemna redkost, za žensko iz nižjega družbenega sloja.